# HOVOC
Hovoc is een Nederlandse volleybalvereniging uit het Noord-Limburgse Horst, die in 1960 werd opgericht. De vereniging is aangesloten bij de Nevobo.
Hovoc telt ongeveer 350 leden en speelt haar wedstrijden in de Dendron sporthal, gelegen naast het Dendron College. De vereniging telt 4 herenteams en 7 damesteams. Daarnaast telt de vereniging meerdere jeugdteams vanaf niveau 1 t/m A-jeugd. Hovoc organiseert ieder jaar een open volleybaltoernooi in de lente/zomer. Zowel leden als niet-leden kunnen hieraan deelnemen. In 2023 wordt de 54e editie georganiseerd.

## Niveau
Zowel het eerste herenteam als het eerste damesteam van de vereniging komen in het seizoen 2022/2023 uit in de landelijke Tweede Divisie.

## Bekende oud-spelers
Nico Freriks (1993-1998 en 2016-2019) - 347-voudig Nederlands international
 Suzanne Freriks (1999-2000) - 50-voudig Nederlands international